# سليمان ديمبا
سليمان ديمبا (بالفرنسية: Souleymane Demba) (17 يونيو 1991) لاعب كرة قدم مالي مولود في لوساكا في زامبيا ويجيد اللعب في مركز الدفاع .
لعب سابقاً لأندية الرجاء البيضاوي المغربي ونادي شباب المحمدية المغربي و نادي النهضة العماني ونادي القيصومة ونادي أبها ونادي الخلود.

## روابط خارجية
- سليمان ديمبا على موقع قاعدة بيانات كرة القدم.إي يو (الإنجليزية)